# Shin Sung-rok
Shin Sung-rok (신성록?, Sin Seong-rokLR; Seul, 23 novembre 1982) è un attore sudcoreano. Pur apparendo in film e serie televisive, è famoso soprattutto come attore di musical teatrali.

## Carriera
Shin Sung-rok desiderava diventare attore sin dalle scuole superiori, così, quando una ferita troncò la sua carriera nel basket (suo fratello è il giocatore Shin Je-rok), decise di laurearsi in Teatro e Film all'Università di Suwon, che in seguito lasciò. Debuttò nel 2003, e si unì alla compagnia teatrale Hakchon. Negli anni si aggiunsero esperienze anche al cinema e in televisione: su MBC partecipò al reality show/varietà Uri gyeolhonhaess-eo-yo come finto marito della comica Kim Shin-young, e il drama I-utjip wensu gli portò, sul piccolo schermo, parte della fama che già lo accompagnava in teatro. Il suo ruolo più noto fu però quello di un malfamato uomo d'affari nella serie del 2013 Byeor-eseo on geudae.

## Vita privata
Nel giugno 2016 ha sposato l'impiegata di una compagnia. Il 29 novembre successivo, hanno avuto la loro prima figlia.

## Filmografia parziale

### Cinema
- Nae saeng-ae gajang areumda-un ilju-il (내 생애 가장 아름다운 일주일), regia di Min Kyu-dong (2005)
- 6nyeonjjae yeon-aejung (6년째 연애중), regia di Park Hyun-jin (2008)
- Kim Jong-wook chatgi (김종욱 찾기), regia di Jang Yoo-jeong (2010)

### Televisione
- Gomapseumnida (고맙습니다) – serie TV (2007)
- Appaset eommahana (아빠셋 엄마하나) – serie TV (2008)
- I-utjip wensu (이웃집 웬수) – serie TV (2010)
- Byeor-eseo on geudae (별에서 온 그대) – serie TV (2013)
- Trot-ui yeon-in (트로트의 연인) – serie TV (2014)
- Liar Game (라이어 게임) – serie TV, 12 episodi (2014)
- Wang-ui eolgul (왕의 얼굴) – serie TV (2014-2015)
- Gonghangganeun gil (공항 가는 길) - serie TV (2016)
- Vagabond (배가본드) - serie TV (2019)
- Kairos (카이로스?, Kairoseu) - serie TV (2020)
- Doctor Lawyer (닥터 로이어?, Dakteo ro-i-eoLR) – serie TV (2022)

## Teatro
- Moskito (2004)
- Singin' in the Rain (2004)
- Dracula, the Musical (2006)
- Finding Kim Jong-wook (2006-2007)
- Passion of the Rain (2006)
- Dancing Shadows (2007)
- Amleto (2007)
- Separated Man and Woman (2007-2008)
- Fiddler on the Roof (2008)
- Dalkom, salbeorhan yeon-in (2009)
- Romeo e Giulietta - Ama e cambia il mondo (2009)
- Jack the Ripper (2009-2010)
- The Count of Monte Cristo (2010-2011)
- The Story of My Life (2010)
- Tick, Tick... Boom! (2010)
- Hero (2010-2011)
- Closer (2013)
- Carmen (2013)
- Le Roi Soleil (2014)
- Elisabeth (2015)

## Riconoscimenti
| Anno | Premio                                 | Categoria                                      | Opera                | Risultato       |
| ---- | -------------------------------------- | ---------------------------------------------- | -------------------- | --------------- |
| 2007 | Korea Musical Awards                   | Best New Actor                                 | Dancing Shadows      | Candidato/a     |
| 2008 | MBC Drama Awards                       | Best New Actor                                 | My Life's Golden Age | Candidato/a     |
| 2010 | SBS Drama Awards                       | Best Supporting Actor in a Weekend/Daily Drama | I-utjip wensu        | Vincitore/trice |
| 2014 | Korea Drama Awards                     | Hot Star Award                                 | Byeor-eseo on geudae | Vincitore/trice |
| 2014 | APAN Star Awards                       | Best Supporting Actor                          | Byeor-eseo on geudae | Candidato/a     |
| 2014 | Korea Culture and Entertainment Awards | Excellence Award, Actor in a Drama             | Byeor-eseo on geudae | Vincitore/trice |
| 2014 | SBS Drama Awards                       | Excellence Award, Actor in a Drama Special     | Byeor-eseo on geudae | Vincitore/trice |
| 2014 | KBS Drama Awards                       | Best Supporting Actor                          | Trot-ui yeon-in      | Vincitore/trice |